# Asana (logiciel)
Asana est un gestionnaire de communication d'équipe. Le produit prend en charge de nombreuses fonctionnalités, notamment les espaces de travail, des projets, des tâches, des étiquettes, des notes, des commentaires et une boîte de réception qui organise les mises à jour des informations en temps réel. Il est conçu pour permettre aux individus et aux équipes de planifier et gérer leurs projets et les tâches sans email. Chaque équipe reçoit un espace de travail. Les espaces de travail contiennent des projets, et les projets contiennent des tâches.

## Histoire de l'entreprise
Dustin Moskovitz et Justin Rosenstein ont quitté Facebook en 2008 pour lancer Asana, qui a officiellement lancé la version beta en novembre 2011.
En septembre 2020, la capitalisation d'Asana est évaluée à 4 milliards de dollars après une introduction en bourse partielle.

## Fonctions principales
- Hiérarchisation des tâches
- Hiérarchisation de sous-tâches
- Partage de fichiers
- Discussions entre collaborateurs
- Applications iPhone et Android : oui

## Applications similaires
- Wimi
- Wunderlist
- Azendoo
- GanttProject
- Gouti solution de gestion de projet
- Monday.com
- OmniFocus
- Openproject
- Wrike